# Jumart
Pour l’article ayant un titre homophone, voir Jumar.

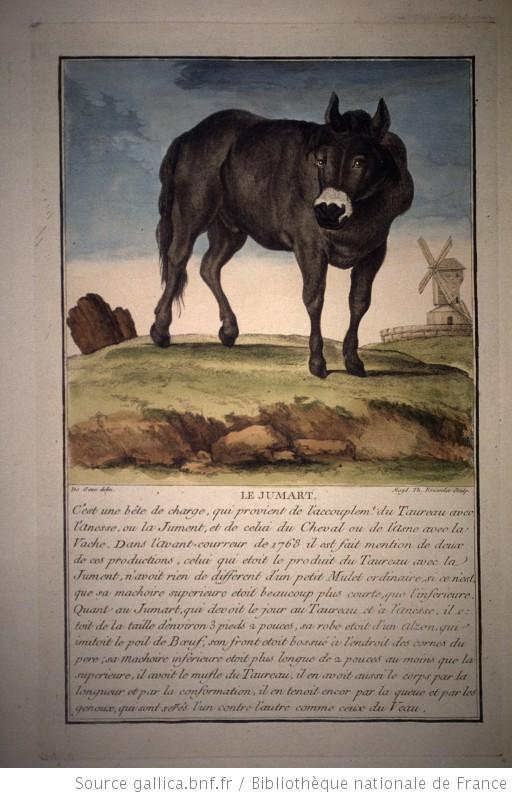
La représentation d'un jumart en 1776

Le jumart, (autres graphies : joumar, joumart ou jumard), mâle ou femelle, était, selon une croyance répandue au XVIIIe siècle,, un hybride issu de l'âne ou de l'étalon avec une vache ou d'un taureau avec une ânesse ou une jument. On a également employé les noms bif et baf pour désigner, respectivement, l'hybride de l'étalon et de la vache ou du taureau et de la jument.
Un jour du calendrier républicain (le 15 Messidor) était consacré au jumart.
Contrairement aux apparences, l'étymologie du mot ne se rapporterait pas au mot « jument », mais au provençal jumere, lui-même issu du grec χι ́μαιρα, qui signifie « chimère » .
À la fin du XVIIIe siècle, Bonnet et Spallanzani soutenaient son existence, mais Buffon, émettait des doutes. Un siècle plus tard, Littré jugeait cet accouplement « très problématique ». Les zoologistes ont définitivement rejeté son existence à la fin du XIXe siècle. Le professeur christophe Degueurce voit en eux des bardeaux mal conformés.

## Description
En 1755, les jumarts étaient décrits de la sorte : 
« Les joumars mâle et femelle sont […] monstrueux, puisqu'ils proviennent du taureau et de la jument ou de l'ânesse, ou de l'âne et de la vache ; [les joumars] n'engendrent point leurs semblables, quoiqu'ils aient en apparence tout ce qu'il faut pour cela. […] Le joumart est un petit animal un peu plus grand qu'un âne, mais excessivement fort, la tête ressemble assez à celle du taureau, ayant le front très large et le bout du nez gros, de façon que quand on le voit en face, on croirait que c'est un taureau sans cornes ; les joumars sont communs en Dauphiné, on ne s'en sert que pour porter des fardeaux. »
— François Alexandre de Garsault, Le nouveau parfait maréchal